# Umberto Merlin

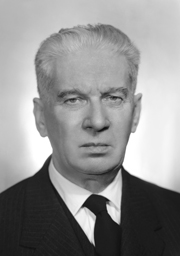
Umberto Merlin

Umberto Merlin (* 17. Februar 1885 in Rovigo, Provinz Rovigo; † 22. Mai 1964 in Padua, Provinz Padua) war ein italienischer Politiker der Christdemokratischen Partei DC (Democrazia Cristiana), der zwischen 1919 und 1926 Mitglied der Abgeordnetenkammer (Camera dei deputati) des Königreichs Italien sowie nach Ende des Zweiten Weltkrieges zwischen 1945 und 1946 Mitglied des Nationalrates (Consulta Nazionale), von 1946 bis 1948 Mitglied der Verfassunggebenden Versammlung (Assemblea Costituente) sowie von 1948 bis 1964 Mitglied des Senats (Senato della Repubblica) war. Er bekleidete verschiedene Ministerämter und war 1947 und 1953 Minister für Post und Telekommunikation sowie zwischen 1953 und 1954 Minister für öffentliche Arbeiten.

## Leben

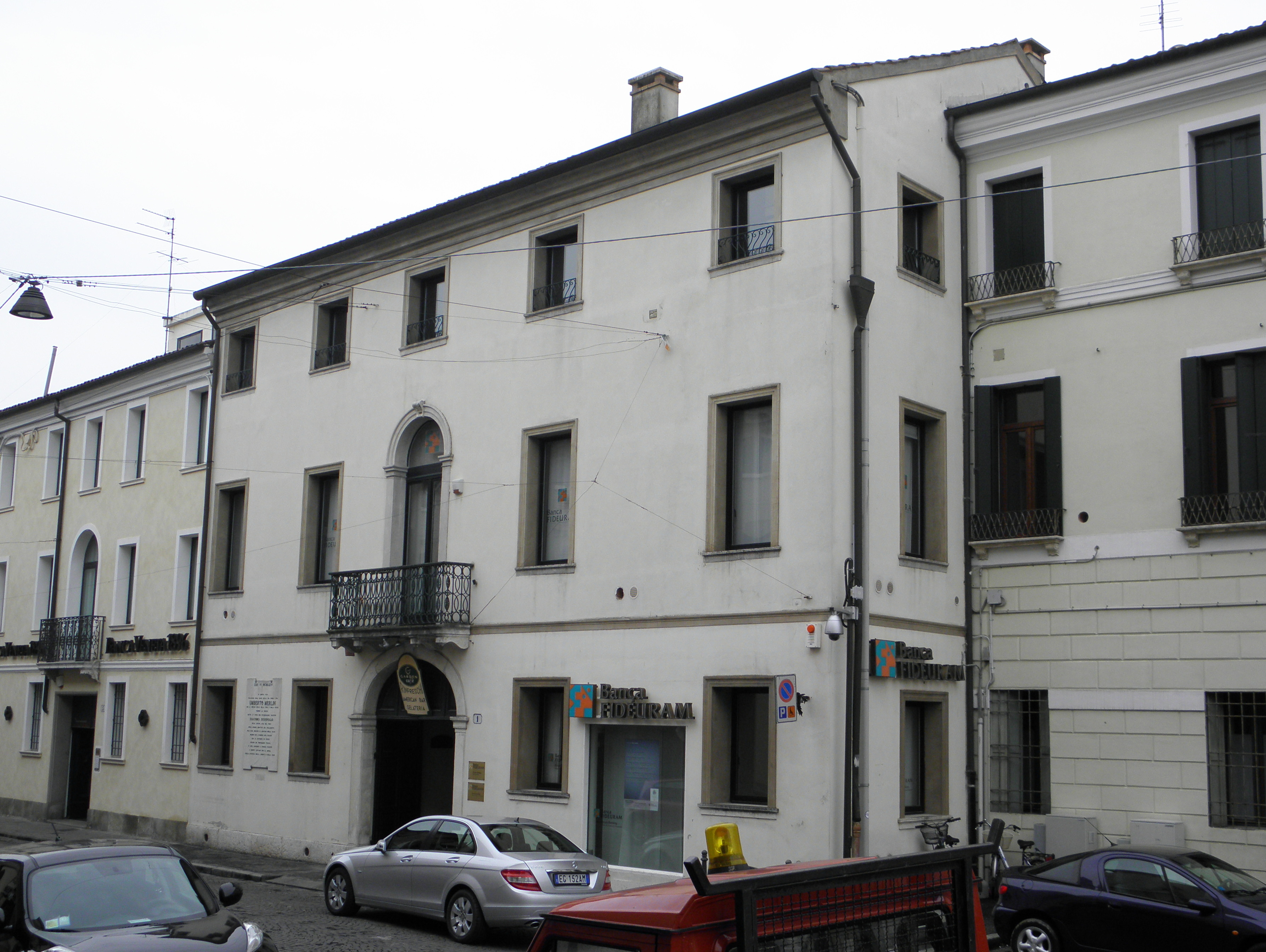
Wohnhaus von Umberto Merlin in Rovigo.

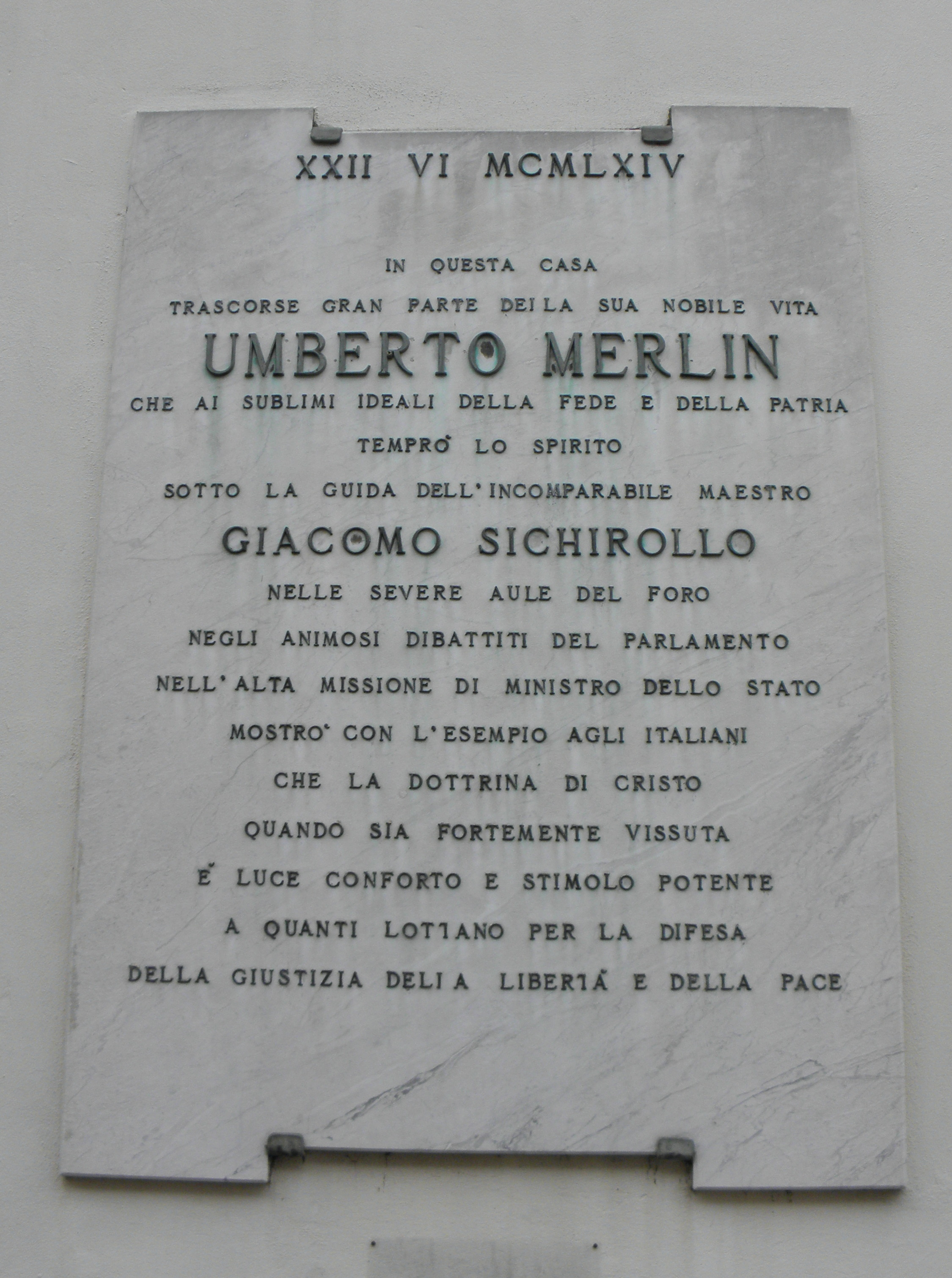
Gedenkplatte am Wohnhaus von Umberto Merlin in Rovigo.

Umberto Merlin war nach einem Studium der Rechtswissenschaften als Rechtsanwalt tätig. Bei der Wahl am 16. November 1919 wurde er erstmals zum Mitglied der Abgeordnetenkammer (Camera dei deputati) des Königreichs Italien gewählt. Er wurde bei der Wahl am 15. Mai 1921 wiedergewählt und war im Kabinett Bonomi I (4. Juli 1921 bis 26. Februar 1922), im Kabinett Facta I (26. Februar bis 1. August 1922) sowie im Kabinett Facta II (1. August bis 31. Oktober 1922) jeweils Unterstaatssekretär im Ministerium für den Wiederaufbau der vom Feind befreiten Ländereien (Sottosegretario al Ministero per la Ricostruzione delle Terre liberate dal nemico). Er war vom 31. Oktober 1922 bis 25. Februar 1923 auch im Kabinett Mussolini Unterstaatssekretär im Ministerium für den Wiederaufbau der vom Feind befreiten Ländereien. Bei der Wahl am 6. April 1924 wurde er abermals zum Mitglied der Abgeordnetenkammer gewählt und gehörte dieser bis zum 9. November 1926 an, als sein Sitz für verfallen erklärt wurde. Im Anschluss war er wieder als Rechtsanwalt tätig.
Nach dem Ende des Zweiten Weltkrieges war Merlin zwischen dem 25. September 1945 und dem 24. Juni 1946 Mitglied des Nationalrates (Consulta nazionale). Bei der Wahl am 2. Juni 1946 wurde er für die Christdemokratische Partei DC (Democrazia Cristiana) im Wahlkreis Verona zum Mitglied der Verfassunggebenden Versammlung (Assemblea Costituente) gewählt und gehörte dieser bis zum 31. Januar 1948 an. Zu Beginn der Mitgliedschaft war er vom 26. Juni 1946 bis zum 19. Februar 1946 Mitglied des Rates für Geschäftsordnung (Giunta per il regolamento interno), zwischen dem 19. Juli 1946 und dem 22. Februar 1947 Mitglied der Verfassungskommission (Commissione per la costituzione) sowie zusätzlich vom 19. Juli 1946 bis zum 6. Februar 1947 Mitglied der Ersten Unterkommission (Prima sottocommissione). Im Kabinett De Gasperi III fungierte er zwischen dem 6. Februar 1947 und dem 31. Mai 1947 als Unterstaatssekretär im Justizministerium (Sottosegretario di Stato a Grazia e Giustizia). Im Anschluss war er im Kabinett De Gasperi IV Minister für Post und Telekommunikation (Ministro delle Poste e Telecomunicazioni) vom 31. Mai bis zum 15. Dezember 1947, woraufhin Ludovico D’Aragona seine Nachfolge antrat.
Bei den Wahlen vom 18. April 1948 wurde Umberto Merlin dann zum ersten Mal Mitglied des Senats (Senato della Repubblica). In der ersten Legislaturperiode (1948 bis 1953) war er daraufhin vom 8. Mai 1948 bis zum 24. Juni 1953 Vizepräsident der Fraktion der Democrazia Cristiana im Senat. Daneben war er zwischen dem 17. Juni 1948 und dem 28. Juli 1950 Präsident der Ständigen Kommission für Angelegenheiten des Ministerpräsidenten und Inneres (1ª Commissione permanente (Affari della Presidenza del Consiglio e dell'Interno)) sowie vom 18. Dezember 1951 bis zum 24. Juni 1953 Präsident der Sonderkommission für Hochwasseropfer (Commissione speciale per gli alluvionati) und ferner zwischen dem 9. Juli 1952 und dem 24. Juni 1953 Präsident der Parlamentarische Kommission für die Aufsicht über den Rundfunk (Commissione parlamentare per la vigilanza sulle radiodiffusioni).
Merlin wurde für die DC bei den Wahlen vom 7. Juni 1953 in der Region Venezien abermals zum Mitglied des Senats gewählt und war in der zweiten Legislaturperiode (1953 bis 1958) vom 21. Juli 1953 bis zum 20. Juli 1955 erst Mitglied der Ständigen Kommission für Justiz und Verfahrensermächtigungen (2ª Commissione permanente (Giustizia e autorizzazioni a procedere)) sowie im Anschluss zwischen dem 21. Juli 1955 und dem 11. Juni 1958 Mitglied der Ständigen Kommission für Landwirtschaft und Ernährung (8ª Commissione permanente (Agricoltura e Alimentazione)). Im Kabinett De Gasperi VII war er vom 16. Juli bis zum 16. August 1953 abermals Minister für Post und Telekommunikation sowie daraufhin Minister für öffentliche Arbeiten (Ministro dei lavori pubblici) im Kabinett Pella (17. August 1953 bis 17. Januar 1954) sowie im Kabinett Fanfani I (18. Januar bis 9. Februar 1954).
Bei den Wahlen am 25. Mai 1958 wurde Umberto Merlin wieder für die Region Venetien zum Senator gewählt und war in der darauf folgenden dritten Legislaturperiode zwischen dem 9. Juli 1958 und dem 15. Mai 1963 weiterhin Mitglied der Ständigen Kommission für Landwirtschaft und Ernährung. Darüber hinaus war er vom 14. bis 20. Juni 1960 erst Mitglied sowie im Anschluss zwischen dem 22. Juni und dem 30. Dezember 1960 Präsident der Sonderkommission für den Gesetzesentwurf Nr. 1070 für die Unterbringung von Landarbeitern (Sonderentwurf für die Unterbringung von Landarbeitern (Nr. 1070)).
Zuletzt wurde Merlin bei den Wahlen am 28. April 1963 wieder zum Mitglied des Senats gewählt. In der vierten Legislaturperiode (1963 bis 1968) wurde er am 3. Juli 1963 Mitglied der Ständigen Kommission für Landwirtschaft und Forsten (8ª Commissione permanente (Agricoltura e Foreste)). Er verstarb am 22. Mai 1964, woraufhin Antonio Cittante als Ersatzvertreter (Sostituito) für ihn nachrückte.